# Isla Conejo (golfo de Fonseca)
La punta “Isla Conejo” es una diminuta isla en proceso de formación, de aproximadamente 0,5 km² (50 hectáreas) que se encuentra en el Golfo de Fonseca, del Océano Pacífico. La isla es de soberanía hondureña, pero desde hace algunos años El Salvador la reclama como suya. El Salvador sostiene que Honduras la ocupó en 1982 con un pequeño destacamento militar. Posteriormente un fallo de la Corte Internacional de Justicia (CIJ) de La Haya en 1992 delimitó entre ambos países la posesión de varias islas y aguas del sector, pero El Salvador alega que el fallo no mencionó explícitamente a la isla Conejo y la reclama como parte de su territorio, que considera fue ocupado ilegalmente. Por su parte Honduras sostiene que la isla no entró en el fallo por no estar en disputa, dada su cercanía de unos pocos centenares de metros a la costa hondureña, contenida en la Zona de Soberanía Exclusiva del Golfo de Fonseca (franja marítima de 3 millas a partir de su costa en el inicio de la franja terrestre sumergida, aguas interiores territoriales [a diferencia de las aguas interiores en condominio del golfo]), distancia que se puede recorrer a pie en marea baja, con el agua alrededor del nivel de las rodillas, por lo que podría considerarse geográficamente como una punta o un cabo continental o isla atada en proceso de conversión en una isla, debido a la acción de las mareas. En palabras comunes, se expresa lo anterior como que la Isla Conejo es en realidad un apéndice de tierra firme, en particular del municipio de Alianza del departamento de Valle de Honduras. En 2002 la CIJ ya rechazó una petición de El Salvador sobre las aguas de la isla, determinando como no admisible por no ser de carácter novedoso (hechos nuevos) a lo ya juzgado.

## Historia
Su descubrimiento se originaría en las expediciones españolas al Golfo de Fonseca. 
- Antigua documentación registral

Registros internos de El Salvador, de un mandamiento de inscripción de propiedad.
El 10 de febrero de 1854, se le remitió al agrimensor del Departamento de San Miguel, don Esteban Travieso la denuncia de terreno de las islas Punta de Zacate y El Conejo. Con base en Leyes del Ramo de Hacienda, en la que al encontrar lotes baldíos se denunciaran para su adquisición, bajo procedimientos de comprobación de su condición baldía, se procedería a tomar las medidas el agrimensor y se publicaría su estado en el Juzgado General de Hacienda.  Este sería un dato que se usó para argumentar en contra de la ocupación de la isla por Honduras.
Documentación cartográfica antigua
- Mapa de República del Salvador (fig. 2) en 1824.
- Mapa del Estado Federado del Salvador en la República Federal de Centroamérica en 1835.
- Mapa de República del Salvador (fig. 4) en 1852.
- Map of Honduras and San Salvador, Central America : showing the line of the proposed Honduras Interoceanic Railway / By E.G. Squier ; drawn by D.C. Hitchcock ; J. Schedler, Engr en 1854.[7]
- Mapa de América Central, que muestra las diferentes líneas de comunicación del Atlántico y el Pacífico / por James Wyld. Título en el margen superior: Mapa de los límites reclamados por los diferentes estados centroamericanos en 1856. [8]
- Map of Central America including the states of Guatemala, Salvador, Honduras, Nicaragua & Costa-Rica, the territories of Belisse & Mosquito, with parts of Mexico, Yucatan & New Granada, shewing the routes between the Atlantic & Pacific Oceans by way of Tehuantepeque, Nicaragua & Panama / edited by Trelawney Saunders ; Edward Stanford en 1956.[9]
- Map of Central America por A. Ranney (compilado a través de materiales proporcionados por el Senado de los Estados Unidos) en 1856.[10]
- Monk's New Map Central America Yucatan & Florida (compilado a partir de los últimos mapas gubernamentales y otras fuentes auténticas) en 1857.
- Map H. kiepert's Kartie Des Nordlichen Tropischen America a New Map of Tropical - America de 1858.
- A New Map of Centro America por J.L. Hazzard, publicado por Mitchell DeSilver en 1858.
- Primer Mapa General de El Salvador de 1859. [11]
- Map Guatemala or United States or Cental  America (civil divisions and population) por James Wyld en 1862.
- Carta de los Estados de Centro Ameéica  [con todos los proyectos de las diversas vías de comunicación inter-oceánica], formado por Atin E. van de Gehuchte y Erto Vital J. van de Gehuchte, el 31 de julio de 1862 [Todos los documentos más acreditados tanto marítimos como terrestres han sido consultados para la ejecución del presente mapa].
- Map Johnson's Central America por Johnson and Ward en 1866.
- Map Colton's Central America por G.W. & C.B. Colton & Co. en 1869.
- Map Central America por W. & R. Chambers london & edinburgh en 1874.
- Map Central America por Bibliographisches Institut in Leipzig de 1875.
- Amérique septentrionale, côtes ouest de l'Amérique centrale, de Tonala au Golfe de Fonseca / Service hydrographique de la marine, en 1889. [12]
- Map Central America, de #- edición de la Encyclopædia Britannica en 1891.
- Map Centralamerika, Die Staaten Guatemala, Honduras, El Salvador, Nicaragua, Costa Rica; en 1892.
- Mapa de the republics of Honduras and Salvador por Wm. Bradley & Co. en 1894.[13]
- Nuevo mapa del Salvador (levantado por disposición y bajo los auspicios del Supremo Gobierno) por los ingenieros doctores Don Santiago I. Barberena y Don José E. Alcaine, de la Universidad de San Salvador, 1892-1913.[14]
- Map Westindien und Zentralamerika por Bibliographisches Institut in Leipzig en 1899.
- Map Central America, de la décima edición de la Encyclopædia Britannica en 1900.
- Map Central America en 1901.
- Map Mexico por Johnston por W & AK Johnston Edinburgh & London en 1901.
- Map The Matthews-Northrup Handy Map Of Central America en 1902.
- United Fruit Company Steamship Service : Cuba, Panama, Colombia, Costa Rica, Jamaica, Honduras, Salvador, Guatemala, Central & South America / Freight Traffic Department en 1929.[15]
- Mapa El Salvador distribution of population, por Waibel, Leo, 1888-1951, en 1930.[16]
- Mapa ferrocarrilero de Guatemala y El Salvador 1933, por Guatemala: Ferrocarriles Internacionales de Centroamérica en 1933.[17]
- Mapa General de la República de Honduras por Prof. Jesús Aguilar Paz en 1933. [18]
- Mapa Republic of El Salvador / Poole Bros. Inc. por San Salvador: National Tourist Board of El Salvador; Chicago: Printed in U.S.A. Poole Bros., en 1934[19]
- Mapa El Salvador transportation por el Department of State. Division of Map Intelligence and Cartography, cartographer de United States en 1947.[20]
- Mapa Visit El Salvador with your own car por la Junta Nacional de Turismo en 1948.[21]
- Map Central America por John Bartholomew & Son, Ltd. Edinburgh en 1949.
- Mapa de la República de El Salvador por El Salvador. Ministerio de Fomento, Oficina de Cartografía y Geografía, en 1951.[22]
- Mapa preliminar básico de El Salvador con límites municipales, preparado por la Sección de Cartografía de la Dirección General de Estadística y Censos en 1955. [23]
- Mapa turístico de El Salvador por Lud Dreikorn en 1955.[24]
- Mapa ecológico de El Salvador, preparado por el L.R. Holdridge en 1959.[25]
- Mapa La República de El Salvador por Esso Standard Oil, S.A. ; General Drafting Co., Inc. en 1960.[26]
- El Salvador 1971 por United States. Central Intelligence Agency en 1971.[27]
- Mapa de El Salvador 1980, por Central Intelligence Agency en 1980.[28]

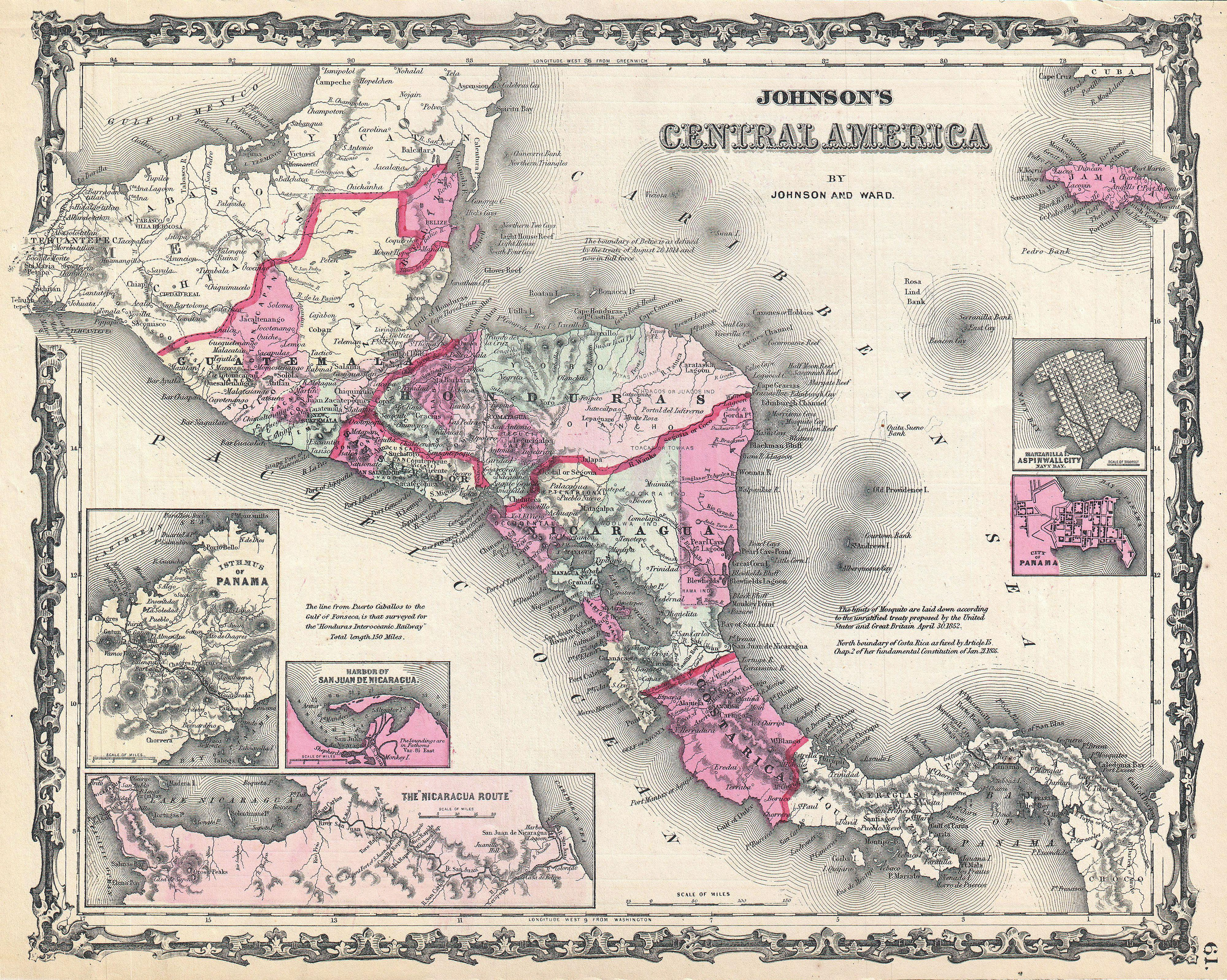
Johnson Map of Central America de 1862, se observa que la delimitación fronteriza sigue la trayectoria actual en caso de alguna variación histórica

### Problemática de la Isla Conejo
En 1982 Honduras instaló un destacamento militar en la isla, pero sólo hasta 1992, la Corte Internacional de Justicia (CIJ) determinó los límites de los bolsones fronterizos (áreas disputadas) a lo largo de la frontera terrestre entre El Salvador y Honduras. La frontera terrestre entre ambos países fue delimitada en su totalidad en el año 2004.[cita requerida] A diferencia de otras importantes islas del Golfo de Fonseca, la Isla Conejo nunca fue puesta a discusión en la delimitación.[cita requerida] La isla, a pesar de su pequeño tamaño, representa un punto estratégico de valor naval-militar tanto para Honduras como para El Salvador.
Por su parte, las autoridades salvadoreñas alegan que la isla fue abandonada «inexplicablemente» por el ejército de su país en el año 1983, lo que dio paso a que las Fuerzas Armadas hondureñas se apostaran en el lugar. Otra versión de agentes diplomáticos de El Salvador apunta a que «la ocupación hondureña fue producto de un acuerdo no escrito entre las fuerzas armadas de los países para impedir tráfico de armas para la guerrilla» durante la guerra civil salvadoreña.

### Incidentes del 2014
El 21 de marzo de 2014, el presidente de Honduras, Juan Orlando Hernández, realizó la inauguración de un helipuerto y muelle en el islote, algo que el gobierno de El Salvador ha considerado una provocación por parte del gobierno hondureño.
El 3 de abril, patrulleros de la Fuerza Naval Hondureña interceptaron a un grupo de pescadores salvadoreños, quienes al verse acechados, emprendieron la huida hacia territorio salvadoreño, pero fueron interceptados y detenidos minutos después, siendo llevados a Honduras. Durante el ataque, uno de los pescadores resultó herido por una bala disparada de un fusil M-16; el pescador fue trasladado hacia un hospital en Honduras. Los pescadores capturados fueron liberados al día siguiente. Versiones salvadoreñas  cuentan que en 1983 el destacamento militar que El Salvador mantenía en Isla Conejo decidió volver al continente para colaborar en una batalla de la guerra civil que se libraba en ese país, pero ya no regresó.
Honduras aprovechó el momento para ocupar el islote, que se ubica frente a sus costas en el Golfo de Fonseca. Desde entonces mantiene un grupo de militares que custodian el territorio.
Así empezó una larga controversia diplomática entre ambos países, que no ha encontrado solución ni en tribunales como la Corte Internacional de Justicia (CIJ) que en 1992 resolvió una disputa de límites en la zona.